# Conacul Juravschi
Conacul Juravschi este o clădire amplasată în Jura, Unitățile Administrativ-Teritoriale din Stînga Nistrului, Republica Moldova. Este un monument arhitectural de importanță națională inclus în Registrul monumentelor Republicii Moldova ocrotite de stat cu nr. 2006 (raionul Rîbnița). Datează din mijl. sec. XIX.